# Карасье (Курганская область)
Карасье — деревня в Частоозерском районе Курганской области. Входит в состав Бутыринского сельсовета.

## История
Впервые упоминается в метрической книге церкви села Истошинского 1775 года.
Заселена поселенцами из Нижнего Тагила и Оренбургской губернии взамен исполнения рекрутской обязанности.
По данным переписи 1782 года в деревне проживало 244 человека.
В том же году в результате административной реформы вошла в состав Частоозерской волости.
До 1917 года входила в состав Бутыринской волости Ишимского уезда Тобольской губернии. По данным на 1926 год состояла из 200 хозяйств. В административном отношении являлась центром Карасьевского сельсовета Частоозерского района Ишимского округа Уральской области.

## Население
| 1989 | 2002 | 2010 |
| ---- | ---- | ---- |
| 111  | ↘40  | ↘7   |

По данным переписи 1926 года в деревне проживало 1000 человек (445 мужчины и 555 женщин), в том числе: русские составляли 99 % населения.